# SPACE GIRLS PLANET
SPACE GIRLS PLANET（スペースガールズプラネット）は、宇宙をテーマにした日本の4人組ダンスボーカルユニット。2010年12月結成。2012年05月25日より、総合プロデューサーに黒澤直也氏が参加。2013年12月30日活動終了。

## メンバー
| 名前       | よみ          | 生年月日 | 出身地 | 身長  | 血液型 | 愛称     | キャッチコピー                 | テーマカラー  |
| ---------- | ------------- | -------- | ------ | ----- | ------ | -------- | ------------------------------ | ------------- |
| 葉月あすか | はづき あすか | 2月10日  | 埼玉県 | 160cm | A型    | あっす～ | エクボはみんなの笑顔のポケット | ピンク→レッド |
| 伊藤ゆい   | いとう ゆい   | 3月22日  | 埼玉県 | 156cm | A型    | ゆいゆい | 年中無休の反抗期               | 水色→ブルー   |
| 滝口ちさ   | たきぐち ちさ | 2月21日  | 埼玉県 | 148cm | B型    | ちっち   | ちっちゃいけれど踏まないで     | オレンジ      |
| 椎名ありさ | しいな ありさ | 3月1日   | 北海道 | 163cm | A型    | ありりん | 2次元パワーで頑張ります!!      | グリーン      |

- 葉月あすか（はづき　あすか、2月10日- ）
  - 趣味は葉月美容室・映画鑑賞。特技はダンス。好きな食べ物は焼肉・ラーメン・いくら。
  - ポジティブで明るくいつも笑顔。ユニットのほとんどの振り付けを担当し、カバー曲などの振り付けのコピーも行なっており、曲のコーラスなども担当している。
  - マルチタレントの中川翔子を敬愛しており、超貪欲☆まつり IN 幕張メッセのライブDVDのドキュメント映像に映り込んでいるとブログで喜びを綴っていた。
  - 2010年8月19日にソロアイドルとしてライブデビュー。
  - エアークラフトキャリア所属。
  - 2013年11月23日脱退。
  - 2024年5月1日より、おこさまぷれ～と。の「あっす〜」として活動中
- 伊藤ゆい（いとう　ゆい、3月22日- ）
  - 趣味はアイドル観賞。特技は鉄棒。好きな食べ物はカレー・スイートポテト。
  - ネガティブで人見知り。SPACE GIRLS PLANETの楽曲『mystery donut』の振り付けを担当し、所属事務所の後輩にあたる藤崎ゆうりの振り付けも行なっている。また、多くの楽曲の作詞も手がけている。
  - 大のアイドルヲタクであり、ブログなどでは圧倒的なアイドルの知識を披露している。また、SPACE GIRLS PLANETのカバー曲の全ては伊藤ゆいがセレクトしたものである。
  - 2008年4月20日 いちごダンサーズのいちごラムネとしてライブデビュー、伊藤優衣→伊藤ゆい, Splash! 優衣として活動した後、2010年9月12日にダンサーズ卒業。
  - Blue Carry Music所属。
  - 現在 ボーカル&DJグループ 「expiece」 にて活動中。
- 滝口ちさ（たきぐち　ちさ、2月21日- ）
  - 2012年5月25日に加入。担当カラーはオレンジで、最年長。
  - 趣味はアイドル観賞で℃-uteの岡井千聖が好き。
  - 特技等はヒップホップダンス。歌が苦手。また、オレンジ担当だがピンクが好きである。
  - 伊藤ゆいよりも背が低く、ショートカットが特徴。アイドルを始める前は一般人をしていたとのこと。
- 椎名ありさ（しいな　ありさ ）
  - 2012年8月04日 TIF初日に加入。担当カラーは緑で、背が高く少しぽっちゃり。ダンスが苦手。
  - 『生主がアイドルになっちゃった！』と公言しており、もともとはニコニコ生放送にて椎名たんとして活動しており、現在も生主として活動している。
  - かつての生放送の内容は主に雑談枠、顔出し枠、卑猥枠、貧乳枠。現在はアイドルらしい生放送に挑戦している。
  - 趣味はパソコン。
  - ツイッターのTL荒らしをたまにする。サブカル好き。
  - 現在 ぴえんBRASH として活動。

### 元メンバー
| 名前     | よみ            | 生年月日 | 出身地 | 身長  | 愛称       | キャッチコピー     | テーマカラー | 備考               |
| -------- | --------------- | -------- | ------ | ----- | ---------- | ------------------ | ------------ | ------------------ |
| 松崎博香 | まつざき ひろか | 10月04日 | 栃木県 | 157cm | ひぃちゃん | 栃木県から来ました | 黄色         | オリジナルメンバー |

- 松崎博香（まつざき　ひろか、10月4日- ）
  - 趣味は韓流ドラマを見ること・K-POPを聴くこと・マンガを読むこと。特技は野球のスコアを書くこと・料理。好きな食べ物はじゃがりこ・ホットケーキ・朝鮮料理。
  - 天然でマイペース。メンバーからはいじられやすい。ルックスの良さは群を抜いていた。
  - K-POPが大好きで、あいさつに「あんにょん」を多用している。また、黄色担当だがピンクが好きである。
  - SPACE GIRLS PLANETデビューと同時にライブデビュー。2012年05月20日に卒業。
  - FLOWER AGENT所属。
  - 現在 STARMARIE として活動。

## 概要

### 特徴
宇宙をテーマにしたダンス・ボーカルユニット。
メンバーそれぞれに担当のカラーがある。

### 世界観
時間と空間を越える能力を持った少女たちが、今まで見て来た古今全宇宙の物語を紡いでゆく。
衣装はカラーを前面に出し、制服調なものになっている。

### グループ名
無限の空間（SPACE）に存在するメンバー（＝時間と空間を越える能力を持った少女たち、GIRLS）を惑星（PLANET）に例えている。略してSGP。ファンの総称は『えすじぴすと』。

## 出演
- TOKYO IDOL FESTIVAL 2011 Eco&Smile
- TOKYO IDOL FESTIVAL2012
- 渋谷ぶっ飛びガールズ祭り（Shibuya O-EAST）

ほか多数のライブイベントに出演している。

## 作品

### シングル
- 1st demo single

『サヨナラ☆プラネット』 （2010年12月25日）
1.サヨナラ☆プラネット
2.サヨナラ☆プラネット(instrumental)
- 1st demo single

『サヨナラ☆プラネット』 2011年新春version!! （2011年01月09日）
1.サヨナラ☆プラネット
2.サヨナラ☆プラネット(instrumental)
- 2nd demo single

『mystery donut』 （2011年06月16日）
1.mystery donut
2.mystery donut(instrumental)
- 1st single

『JUMP!!/同じ星を見てる☆』 （2011年08月03日、MSSR-1027）
1.JUMP!!
2.同じ星を見てる☆
3.JUMP!!（instrumental)
4.同じ星を見てる☆(instrumental)
- 2nd single

『キラメキ』 （2012年02月29日、XQGY-1018）
1.キラメキ
2.shooting star
3.Your Song
- 3rd single

『Calling U』 （2013年03月13日、JH-0001/JH-0002）
1.Calling U
2.mystery donut
3.JUMP!!
4.SGP交響曲第一番
- 4th single

『Congratulation』 （2013年09月24日、JH-0005/JH-0006）
1.Congratulation
2.その光
3.キラメキ
4.SGP交響曲第二番

### 映像作品
- SPACE GIRLS PLANET/伊藤ゆいスプリットDVD

 『さまよいうぇい』 （2011年05月25日）
1.サヨナラ☆プラネット(Live clip)
2.GO MY WAY!(Music clip)